# Verwaltungsgemeinschaft Großbreitenbach

Lage der ehemaligen Verwaltungsgemeinschaft im Ilm-Kreis

In der Verwaltungsgemeinschaft Großbreitenbach aus dem thüringischen Ilm-Kreis hatten sich die Stadt Großbreitenbach und sieben Gemeinden zur Erledigung ihrer Verwaltungsgeschäfte zusammengeschlossen.
Sitz der Verwaltungsgemeinschaft war in Großbreitenbach.
Letzter Vorsitzender der Verwaltungsgemeinschaft war Andreas Beyersdorf (CDU).

## Die Gemeinden
1. Altenfeld
2. Böhlen
3. Friedersdorf
4. Gillersdorf
5. Großbreitenbach (Stadt)
6. Herschdorf
7. Neustadt am Rennsteig
8. Wildenspring

## Geschichte
Die Verwaltungsgemeinschaft wurde am 19. Mai 1994 gegründet. Der erste ehrenamtliche Vorsitzende war von Juli bis September 1994 Andreas Beyersdorf, danach folgte bis 1997 als hauptamtlicher Vorsitzender Winfried König. Ab 1998 war erneut Andreas Beyersdorf als hauptamtlicher Vorsitzender im Amt. Zum 6. Juli 2018 wurden die Gemeinden Herschdorf und Neustadt am Rennsteig im Rahmen der Gebietsreform in Thüringen aus der aufgelösten Verwaltungsgemeinschaft Langer Berg aufgenommen. Am 1. Januar 2019 wurde die Verwaltungsgemeinschaft aufgelöst. Die Mitgliedsgemeinden schlossen sich zur Stadt und Landgemeinde Großbreitenbach zusammen.